# Nicolas-Joseph Cugnot
Nicolas-Joseph Cugnot, 1 augusti 1725 - 2 oktober 1804, var en fransk uppfinnare som konstruerade vad som troligen var det första maskinellt drivna fordonet: en Fardier à vapeur ("ångvagn"). 
Cugnot föddes i Void, Meuse, Lorraine. Han experimenterade med ångdrivna modeller för den franska armén. Avsikten var att få fram ett fordon för transporter av kanoner och annan tung utrustning. 

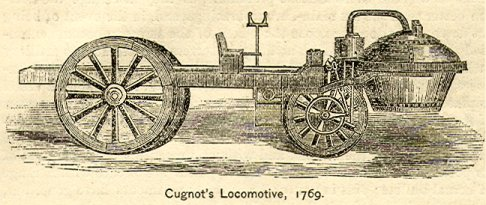
Cugnot's Ångvagn; från 1800-tals gravyr.

Det verkar som om Cugnot var den förste som lyckades omvända en kolvs rörelse upp och ned till en roterande rörelse så att kraften kunde överföras till ett hjul. 
En fungerande version av hans "Fardier à vapeur" ("Ångvagn") rullade 1769. Vagnen kunde dra 4 ton och kunde framföras med en hastighet av drygt 4 km/h. Fordonet hade två hjul bak och ett fram som också var drivhjul. Med hjälp av ånga från en panna som hängde framför vagnen drev en 2-cylindrig motor framhjulet. 
1771 kolliderade fordonet med en vägg, troligen världens första "bilkrasch". Experimenten med fordon för armén innebar att Cugnot for fram på vägarna i sådan utsträckning, att han blev den förste i historien att dömas för vårdslöshet i trafik. Olyckan 1771 och finansiella problem gjorde att armén avslutade experimenten. Cugnot fick dock en pension på 600 franc per år för sitt arbete av Ludvig XV. 
Under franska revolutionen drogs pensionen in och Cugnot fick leva ett fattigt liv i exil i Bryssel tills Napoleon Bonaparte tog honom till heder igen. Cugnot återvände till Paris där han sedermera avled. 
Cugnots fordon från 1770 finns bevarad i Paris på museet Conservatoire national des arts et métiers.